# Севастопольский яхт-клуб
Севастопольский яхт-клуб — яхт-клуб в Севастополе, старейший в Крыму.

## История
К 1886 году в Севастополе образовалась инициативная группа, поставившая целью создание яхт-клуба, развитие парусного и шлюпочного дела, организацию гонок и прогулок под парусом. Основателями клуба были: контр-адмирал Иван Матвеевич Манто, при учреждении избранный вице-командором; контр-адмирал Михаил Николаевич Кумани-младший, инженер-полковник Фёдор Еранцев (1841—1908), капитан 1 ранга Александр Орестович Балк, Константин Николавевич Арцеулов (1847—1919).
Первым командором клуба был избран начальник штаба Черноморского флота контр-адмирал Модест Дмитриевич Новиков (1829—1893).
Официальной датой открытия клуба историки считают 11 июня 1886 года. В этот день приказом по Морскому штабу были приняты устав, флаг и вымпел клуба.
С конца 1880-х годов началась активная деятельность клуба. Маршруты гонок начинались в Севастополе и заканчивались в Ялте, в Ак-Мечети. Керчи, Одессе, Николаеве и болгарской Варне.
Для гонок владельцы яхт нанимали команду, тщательно подбирая шкиперов. В качестве призов фигурировали роскошные кубки, морские часы, зрительные трубы, навигационные приборы. Правительство России определило ежегодно, начиная с 1894 года, выдавать по 1000 рублей на призы победителям гонок. В 90-е годы XIX века яхт-клуб поддерживал крупнейший российский меценат и чаеторговец А. Г. Кузнецов (1856—1895). Устраивались соревнования и по гребному спорту.

## Здание клуба
К 1890 году по проекту архитектора М. Ю. Арнольда было построено здание клуба в мавританском стиле с двумя башенками. В непосредственной близости со зданием была построена открытая эстрада, где выступали Фёдор Шаляпин, Леонид Собинов, Вера Комиссаржевская. В главном зале клуба проходили общие собрания яхтсменов. На них рассматривались вопросы бюджета, изменений в Уставе, проходили выборы должностных лиц, приём в действующие члены. Бюджет полностью исключал статьи, связанные с продажей спиртных напитков. В 1909 году в Севастополе был создан аэроклуб, заседания которого проходили в Севастопольском яхт-клубе. 1913 год стал последним спортивным годом. В прессе есть упоминание о гонке на приз вице-командора клуба К. Н. Арцулова.

## Период войн и национализации
С начала XX века общественную жизнь Севастополя лихорадило. Мятежи и бунты на Черноморском флоте в 1905 году нарушили планы спортивной публики на несколько лет. С началом Первой мировой войны командование флота запретило выходы в открытое море яхт и гребных судов. Первая мировая переросла в Гражданскую. В этой смуте событий устоять Севастопольскому клубу не удалось. К моменту ухода армии барона Врангеля яхт почти не осталось. Мореходные суда владельцы увели за границу, часть мелких судов осталась на приколе в глубине Южной бухты. В 1920-х годах на остатках Севастопольского клуба был основан спортивный клуб Черноморского флота. В 1933 году рядом был построен комплекс Водной станции «Динамо», позднее выкупленный Наркоматом Военно-морского флота. В конце 1930-х годов в клуб стали поступать яхты советской постройки, появилась программа спортивно-массовых мероприятий. Проводились учебные выходы на внешний рейд, эстафеты, групповые походы вдоль крымского побережья. В предвоенные месяцы 1941 года было проведено 7 крейсерских гонок, включая ночные.

## Великая Отечественная война и послевоенные годы
С началом войны все плавсредства были подняты на берег и простояли до конца обороны в начале июля 1942 года. Защитники Севастополя даже не пытались их использовать для эвакуации. Почти все яхтсмены были призваны во флот или морскую пехоту, десятки членов клуба погибли. Старожил клуба Иосип Безродный в годы оккупации присматривал за яхтами. По наводке Безродного советскими сапёрами были разоружены четыре гальваноударные морские мины.
Сразу после освобождения Севастополя в 1944 году началось возрождение клуба, под эгидой Военно-морского флота. В 1945 году по железной дороге в Севастополь из Кронштадта были доставлены крупные килевые яхты: Л-60, Л-45, Л-100. Несколько яхт пригнали из Болгарии. К концу 1945 года в клубе состояло около 70 человек, из них 60 были военнослужащими. С 1946 года и по настоящее время на базе клуба ежегодно проходили Черноморские регаты разного уровня.
По окончании Великой Отечественной войны члены яхт-клуба совершили шлюпочные переходы Севастополь — Киев и Севастополь — Москва.
В 1950-х годах на базе клуба активнейшим образом развивался гребно-парусный шлюпочный спорт. Формально севастопольский клуб получил название: «57-й яхт-клуб Военно-морского флота».
Трёхкратный Олимпийский чемпион Валентин Манкин в севастопольском клубе получил звание капитана 2 ранга и некоторое время находился на должности заместителя начальника клуба, где с 1970 года проходила его военная служба.
В 1971 году было принято решение о создании опорной базы для подготовки олимпийского резерва.
В 1979 году начальник яхт-клуба Аркадий Сивакс организовал регату на приз газеты «Слава Севастополя», которая открывала парусный сезон в СССР. В дальнейшем до распада СССР на базе клуба проводились Черноморские регаты, Кубки СССР, чемпионаты СССР.
В 1986 году на базе клуба появилась Детско-юношеская школа Олимпийского резерва.

## В годы реформ
С распадом СССР часть флота была передана Украине, базирование украинских яхт осуществлялось на акватории 57-го яхт-клуба.
В 2010 году вышла директива министра обороны от расформировании клуба и с декабря 2010 года 57-й клуб влился в 175-й центр морской и физической подготовки Черноморского флота, в 2013 году весь 175-й центр переподчинили Центральному Спортивному Клубу Армии (ЦСКА).
Летом 2016 года В Крыму состоялись торжественные мероприятия, посвященные 130-летию Севастопольского яхт-клуба ЦСКА.